# Jean-Pierre Ricard
Jean-Pierre Ricard (Marsella, 25 de septiembre de 1944) es cardenal, arzobispo emérito de Burdeos (Francia). 

## Biografía
Fue ordenado sacerdote el 5 de octubre de 1968.
El 17 de abril de 1993 fue nombrado obispo titular de Pulcheriopolis y auxiliar de Grenoble. Recibió la ordenación episcopal el 6 de junio del mismo año. 
El 4 de julio de 1996 fue nombrado obispo coadjutor de Montpellier, y el 6 de septiembre de ese año fue nombrado obispo de la diócesis.
En 1999 viajó a Perú para visitar al sacerdote fidei donum de Montpellier, el padre André Bésinet. En 2000 se trasladó a El Líbano para reunirse con líderes políticos y religiosos.
El 21 de diciembre de 2001 fue nombrado arzobispo de Burdeos por el papa Juan Pablo II.
El cardenal Ricard ha trabajado mucho para favorecer las relaciones con los judíos y para vivificar los lazos entre la Iglesia en Francia y en África, creando un "sector africano" y un "sector europeo" en la presidencia de la Conferencia Episcopal.
En 2003 publicó un libro titulado Sept défis pour l’Eglise (Siete retos para la Iglesia).
Ha participado en el Sínodo de los Obispos sobre el ministerio del obispo (2001) y sobre la Eucaristía (2005).
Fue presidente de la Conferencia Episcopal de Francia (2001 - 2007) y vicepresidente del Consejo de Conferencias Episcopales Europeas (CCEE) (2006 - 2011).
Creado y proclamado cardenal por el papa Benedicto XVI en el consistorio del 24 de marzo de 2006, del título de San Agustín.
Es miembro de:
- Congregación para la Doctrina de la Fe (confirmación el 25 de octubre de 2016 y el 25 de octubre de 2021 usque ad octogesimum annum aetatis);
- Congregación para el Culto Divino y la Disciplina de los Sacramentos (confirmación 6 de septiembre de 2016, hasta 2022);
- Congregación para la Educación Católica;
- Pontificio Consejo de la Cultura;
- Pontificio Consejo para Promover la Unidad de los Cristianos (confirmación 15 de marzo de 2016 y 15 de marzo de 2022[4]);
- Pontificia Comisión Ecclesia Dei;
- Consejo de Cardenales para el Estudio de Asuntos Organizativos y Económicos de la Santa Sede.

## Caso de abusos sexuales
En noviembre de 2022, el cardenal generó una gran conmoción en Francia tras confesar públicamente que 35 años atrás, mientras ejercía de párroco en Marsella, habría abusado sexualmente de una menor de 14 años. A pesar de que no se presentó ninguna denuncia, la Justicia francesa abrió una investigación preliminar. El procedimiento fue archivado en febrero de 2023 por la fiscalía de Marsella, al haber prescrito el delito. La Santa Sede, tras un juicio canónico, mantuvo a Ricard como sacerdote y cardenal aunque lo suspendió permanentemente de todo ministerio público excepto en la diócesis donde reside.